# (424) Gratia
(424) Gratia ist ein Asteroid des mittleren Hauptgürtels, der am 31. Dezember 1896 vom französischen Astronomen Auguste Charlois am Observatoire de Nice bei einer Helligkeit von 12 mag entdeckt wurde.
Der Asteroid ist benannt mit dem lateinischen Begriff für die Gnade. Die drei Grazien Aglaia, Euphrosyne und Thalia wurden auch Gratiae oder Charites genannt. Julius Bauschinger, der Direktor des Astronomischen Rechen-Instituts in Berlin, veröffentlichte 1901 die Namen von 34 von Charlois entdeckten Asteroiden zwischen den Nummern (356) und (451). Im Text heißt es lediglich: „Nach Zustimmung des Herrn Charlois haben folgende von ihm entdeckten… Planeten nachstehende Namen erhalten.“ Es liegt daher nahe, dass die Namen vom Astronomischen Rechen-Institut ausgewählt wurden.

## Wissenschaftliche Auswertung
Aus Ergebnissen der IRAS Minor Planet Survey (IMPS) wurden 1992 Angaben zu Durchmesser und Albedo für zahlreiche Asteroiden abgeleitet, darunter auch (424) Gratia, für die damals Werte von 87,2 km bzw. 0,03 erhalten wurden. Eine Auswertung von Beobachtungen durch das Projekt NEOWISE im nahen Infrarot führte 2011 zu vorläufigen Werten für den Durchmesser und die Albedo im sichtbaren Bereich von 73,4 km bzw. 0,04. Nachdem die Werte nach neuen Messungen mit NEOWISE 2012 auf 102,6 km bzw. 0,03 geändert worden waren, wurden sie 2014 auf 70,5 km bzw. 0,04 korrigiert. Nach der Reaktivierung von NEOWISE im Jahr 2013 und Registrierung neuer Daten wurden die Werte 2015 zunächst mit 56,5 oder 60,5 km bzw. 0,05 angegeben und dann 2016 korrigiert zu 89,2 oder 101,0 km bzw. 0,03, diese Angaben beinhalten aber größtenteils hohe Unsicherheiten.
Eine spektroskopische Untersuchung von 820 Asteroiden zwischen November 1996 und September 2001 am La-Silla-Observatorium in Chile ergab für (424) Gratia eine taxonomische Klassifizierung als X- bzw. Xc-Typ. Spektroskopische Beobachtungen am 6. Januar und 12. Februar 2022 am Caucasus Mountain Observatory (CMO) des Sternberg-Instituts für Astronomie zeigten schwache Anzeichen einer durch Sublimation von Wasser- und Kohlenstoffdioxid-Eis bedingten Aktivität und das Vorhandensein einer staubigen Exosphäre bei (424) Gratia in Perihelnähe.
Photometrische Messungen des Asteroiden fanden erstmals statt vom 10. bis 24. Juli 1996 am La-Silla-Observatorium. Aus der während vier Nächten aufgezeichneten Lichtkurve wurde eine Rotationsperiode von 19,47 h abgeleitet. Weitere Beobachtungen erfolgten erst wieder vom 3. bis 12. Mai 2018 am Command Module Observatory in Arizona. Hier wurde zwar eine ähnliche, aber doch signifikant längere Rotationsperiode von 20,075 h bestimmt.
Aus archivierten Daten des Asteroid Terrestrial-impact Last Alert System (ATLAS) aus dem Zeitraum 2015 bis 2018 wurde in einer Untersuchung von 2020 mit der Methode der konvexen Inversion erstmals ein dreidimensionales Gestaltmodell für zwei alternative Rotationsachsen mit retrograder Rotation und einer Periode von 20,0603 h berechnet.
Neue photometrische Messungen wurden wieder vom 19. bis 26. September 2020 am Deep Sky West Observatory in New Mexico durchgeführt. Für die Rotationsperiode wurde hier allerdings ein doppelt so großer Wert von 40,118 h abgeleitet, auch Beobachtungen vom 29. September bis 21. November 2020 im Rahmen einer Zusammenarbeit von acht Observatorien der Grupo de Observadores de Rotaciones de Asteroides (GORA) in Argentinien wurden zu einer Rotationsperiode von 40,106 h ausgewertet.
Zwischen 2012 und 2018 wurden mit der All-Sky Automated Survey for Supernovae (ASAS-SN) auch photometrische Daten von 20.000 Asteroiden aufgezeichnet. Auf mehr als 5000 davon konnte erfolgreich die Methode der konvexen Inversion angewendet werden, darunter auch (424) Gratia, für die in einer Untersuchung von 2021 ein verbessertes dreidimensionales Gestaltmodell für zwei alternative Rotationsachsen mit retrograder Rotation und einer Periode von 20,0610 h berechnet wurde.
Beobachtungen des Asteroiden vom 27. Januar bis 2. März 2022 während acht Nächten am Organ Mesa Observatory in New Mexico erbrachten eine detaillierte Lichtkurve, die eindeutig zu einer Rotationsperiode von 20,063 h führte. Die doppelte Periode konnte damit ausgeschlossen werden. Aus den Daten von ATLAS wurde in einer Untersuchung von 2022 mit der Methode der konvexen Inversion noch einmal eine Rotationsperiode von 20,0601 h bestimmt.